# 9097 Davidschlag
A 9097 Davidschlag (ideiglenes jelöléssel 1996 AU1) a Naprendszer kisbolygóövében található aszteroida. Erich Meyer, Erwin Obermair és Herbert Raab fedezték fel a linzi Johannes-Kepler-Csillagvizsgálóból 1996. január 14-én.